# Dimopulos Santa
Santa Dimopulos (Ngày 21 tháng 5 năm 1987) Cô đã tham gia chương trình Fabrika Zirok 3 nhưng bị loại rất nhanh để chỉ đạt vị trí thứ mười bốn (trong số 16 ứng cử viên). Từ 1 tháng 12 năm 2011, Santa là một phần của nhóm VIA Gra.